# Young the Giant
Young the Giant ist eine US-amerikanische Indie-Rock-Band aus Irvine, Kalifornien. Ihre beiden Singles My Body und Cough Syrup erreichten die Top 5 der US-amerikanischen Alternative Charts.

## Geschichte
Jacob Tilley, Adam Farmer, Kevin Massoudi, Ehson Hashemian und Sameer Gadhia gründeten 2004 die Band The Jakes. Der Name ist ein Akronym ihrer fünf Vornamen. Von 2004 bis 2008 kamen Eric Cannata, François Comtois sowie Jason Burger hinzu während Massoudi und Farmer ausstiegen. Noch während sie auf verschiedene High Schools bzw. Colleges gingen, nahmen sie mit Produzent Ian Kirkpatrick (Neon Trees, Plain White T’s) ihre erste EP namens Shake My Hand auf und pausierten ihre jeweilige Ausbildung um sich auf die Musik zu konzentrieren. Noch kurz bevor sie 2009 bei Roadrunner Records unterschrieben, verließ Keyboarder Ehson Hashemian die Band. Im Dezember desselben Jahres gaben sie die Umbenennung in Young the Giant bekannt.

## Diskografie

### Studioalben
| Jahr | Titel               | Höchstplatzierung, Gesamtwochen, AuszeichnungChartplatzierungen (Jahr, Titel, Platzierungen, Wochen, Auszeichnungen, Anmerkungen) | Höchstplatzierung, Gesamtwochen, AuszeichnungChartplatzierungen (Jahr, Titel, Platzierungen, Wochen, Auszeichnungen, Anmerkungen) | Anmerkungen                            |
| Jahr | Titel               | UK | US | Anmerkungen                            |
| ---- | ------------------- | --- | --- | -------------------------------------- |
| 2010 | Young the Giant     | UK83 (2 Wo.)UK | US42 Gold · (23 Wo.)US | Erstveröffentlichung: 26. Oktober 2010 |
| 2014 | Mind over Matter    | — | US7 (7 Wo.)US | Erstveröffentlichung: 21. Januar 2014  |
| 2016 | Home of the Strange | — | US12 (3 Wo.)US | Erstveröffentlichung: 12. August 2016  |
| 2018 | Mirror Master       | — | US69 (1 Wo.)US | Erstveröffentlichung: 12. Oktober 2018 |

### EPs
- 2011: Remix
- 2011: iTunes Live from Soho

### Singles
| Jahr | Titel Album                 | Höchstplatzierung, Gesamtwochen, AuszeichnungChartplatzierungen (Jahr, Titel, Album, Platzierungen, Wochen, Auszeichnungen, Anmerkungen) | Höchstplatzierung, Gesamtwochen, AuszeichnungChartplatzierungen (Jahr, Titel, Album, Platzierungen, Wochen, Auszeichnungen, Anmerkungen) | Anmerkungen                           |
| Jahr | Titel Album                 | UK | US | Anmerkungen                           |
| ---- | --------------------------- | --- | --- | ------------------------------------- |
| 2011 | My Body Young the Giant     | — | US65 Platin · (1 Wo.)US | Erstveröffentlichung: 10. Januar 2011 |
| 2011 | Cough Syrup Young the Giant | — | US95 ×2Doppelplatin · (3 Wo.)US | Erstveröffentlichung: 12. Juli 2011   |

Weitere Singles
- 2012: Apartment
- 2013: It’s About Time
- 2013: Crystallized
- 2014: Mind over Matter (UK: Silber, US: Gold)
- 2016: Amerika
- 2016: Something to Believe In
- 2016: Silvertongue
- 2018: Superposition (US: Gold)